# Compositions '83-'92
『Compositions '83-'92』（コンポジションズ ハチサンキューニ）は、日本の歌手大土井裕二の3枚目のアルバム。2019年11月2日発売。発売元はエッグプランレコーズ。

## 概要
『HELLO』から2年3か月ぶり、自身の57歳の誕生日に発売された本作は、チェッカーズ時代に自身が作曲を手掛けた楽曲から10曲を選曲したセルフカバー・アルバムで、通常盤のほか、撮り下ろしフォトブック付豪華盤が発売されている。

## 収録曲
- 全作曲・編曲：大土井裕二　全作詞：藤井郁弥

1. あの娘とマッシュポテト
原曲：2ndシングル『涙のリクエスト』C/W曲
2. Purple Morning
原曲：9thアルバム『I HAVE A DREAM』
3. Black Lion
原曲：9thアルバム『I HAVE A DREAM』
4. サ・ヨ・ウ・ナ・ラ
原曲：7thアルバム『SEVEN HEAVEN』
5. Love ‘91
原曲：25thシングル『Love '91』
6. 誰もいないweekend
原曲：26thシングル『ミセス マーメイド』C/W曲
7. M-3
原曲：8thアルバム『OOPS!』
8. HEART IS GUN〜ピストルを手に入れた夜〜
原曲：7thアルバム『SEVEN HEAVEN』
9. 恋のGO GO DANCE!!
原曲：2ndアルバム『もっと!チェッカーズ』
10. I Love you, SAYONARA
原曲：13thシングル『I Love you, SAYONARA』